# The Last Broadcast
A 2002-es The Last Broadcast a Doves nagylemeze. Egyenesen a brit albumlista élére került, első kislemeze, a There Goes the Fear, a kislemezlista 3. helyét szerezte meg, ezzel az együttes listákon legnagyobb sikert elért kislemeze. További két kislemez, a Pounding és a Caught by the River a Top 30-ba kerültek be.
A kritikusok szinte egy emberként dicsérték, jelölték a 2002-es Mercury Prize-ra. Szerepel az 1001 lemez, amit hallanod kell, mielőtt meghalsz című könyvben.

## Az album dalai
|     | Cím                      | Szerző(k)                                                                                         | Hossz |
| --- | ------------------------ | ------------------------------------------------------------------------------------------------- | ----- |
| 1.  | Intro                    | Jez Williams, Jimi Goodwin, Andy Williams                                                         | 1:18  |
| 2.  | Words                    | Williams, Goodwin, Williams                                                                       | 5:42  |
| 3.  | There Goes the Fear      | Williams, Goodwin, Williams                                                                       | 6:54  |
| 4.  | M62 Song                 | Williams, Goodwin, Williams, Robert Fripp, Michael Giles, Greg Lake, Ian McDonald, Peter Sinfield | 3:48  |
| 5.  | Where We're Calling From | Williams, Goodwin, Williams                                                                       | 1:24  |
| 6.  | N.Y.                     | Williams, Goodwin, Williams                                                                       | 5:46  |
| 7.  | Satellites               | Williams, Goodwin, Williams                                                                       | 6:50  |
| 8.  | Fridey's Dust            | Williams, Goodwin, Williams                                                                       | 3:35  |
| 9.  | Pounding                 | Williams, Goodwin, Williams                                                                       | 4:45  |
| 10. | Last Broadcast           | Williams, Goodwin, Williams                                                                       | 3:22  |
| 11. | The Sulphur Man          | Williams, Goodwin, Williams                                                                       | 4:37  |
| 12. | Caught by the River      | Williams, Goodwin, Williams                                                                       | 5:55  |

## Közreműködők
- Doves

### További zenészek
- Martin Rebelski – billentyűk és glockenspiel a Words, N.Y., Satellites és The Sulphur Man dalokon
- Brian Madden – megafon a Words-ön
- Jay Rofe-Turner – csörgődob a Satellites-on
- Rosie Lowdell – hegedű a Words és The Sulphur Man dalokon
- vonósok a N.Y. dalon: Paulette Bailey és Celia Goodwin – hegedű; Rob Shepley – brácsa; Ian Bracken – cselló
- ütőhangszerek a There Goes the Fear-en: Marc Starr, Chris Davies, Billy Booth és Richard Sliwa
- vonósok a Friday's Dust és The Sulphur Man dalokon: Jackie Norrie és Sally Herbert – hegedű; Brian Wright – hegedű és brácsa; Marcus Holdaway – cselló; hangszerelte Sean O'Hagan és Marcus Holdaway
- Fúvósok a Friday's Dust és The Sulphur Man dalokon: Andy Robinson és Marc Bassey – harsona; Steve Waterman – trombita és szárnykürt; Colin Crawley – tenorszaxofon és fuvola; hangszerelte Sean O'Hagan és Andy Robinson
- Duncan Ashby – klarinét a Friday's Dust-on
- háttérvokál a Satellitesen: Barrington Stewart, Fyza, Lisa Saddoo és Joanne Watson

### Produkció
- producer: Doves (kivéve Satellites), Steve Osborne (Satellites, Caught by the River)
- további produkció: Martin "Max" Heyes
- rögzítés, programozás, keverés: Doves és Max Heyes
- mastering: Miles Showell
- hangmérnök: Max Heyes, Adrian Bushby és Danton Supple
- hangmérnökasszisztens: Andrea Wright, Darren Nash, Marco Migliari és Paul Grady
- művészeti vezető és design: Rick Myers
- fényképek: Rich Mulhearn
- együttes fényképe: Kevin Westenberg
- művészi munka: Julia Baker

## Fordítás
Ez a szócikk részben vagy egészben a The Last Broadcast (album) című angol Wikipédia-szócikk ezen változatának fordításán alapul.  Az eredeti cikk szerkesztőit annak laptörténete sorolja fel. Ez a jelzés csupán a megfogalmazás eredetét és a szerzői jogokat jelzi, nem szolgál a cikkben szereplő információk forrásmegjelöléseként.